# Raspberry Pi
Raspberry Pi – platforma komputerowa stworzona przez Raspberry Pi Foundation, brytyjską organizację non-profit z siedzibą w Cambridge. Urządzenie składa się z pojedynczego obwodu drukowanego i zostało wymyślone, by wspierać naukę podstaw informatyki. Jego premiera miała miejsce 29 lutego 2012 roku.
Pierwsza wersja urządzenia oparta jest na układzie Broadcom BCM2835 SoC, który składa się z procesora ARM1176JZF-S 700 MHz, VideoCore IV GPU i 256 lub 512 megabajtów (MB) pamięci RAM. Urządzenie nie ma dysku twardego, ale w celu załadowania systemu operacyjnego i przechowywania danych oferuje złącze dla kart SD lub MicroSD lub na pamięci USB. Raspberry Pi ma również złącze USB do podłączenia dowolnych urządzeń zewnętrznych. Począwszy od modelu Raspberry Pi 3B, istnieje możliwość uruchomienia Raspberry Pi bez używania karty microSD, korzystając z nośników pamięci podpiętych do złącza USB.
Raspberry Pi działa pod kontrolą systemów operacyjnych opartych na Linuksie oraz RISC OS, a od modelu Raspberry Pi 2 B działa również pod kontrolą Windows 10 Internet Of Things. Możliwe jest także uruchomienie Windows 10 dla procesorów ARM. Istnieje możliwość uruchomienia poprzez emulację wielu innych systemów, nawet z klasycznych zajmujących całe pomieszczenia komputerów jak systemu GEORGE 3.
Do 2022 roku Raspberry Pi wyprodukowane zostało w ponad 40 mln egzemplarzy. Produkcja odbywa się w zakładach Sony w Pencoed, w Walii.

## Specyfikacja
Raspberry Pi nie ma wbudowanego zegara czasu rzeczywistego, więc system operacyjny musi korzystać z zewnętrznego źródła czasu za pomocą Internetu, pytać użytkownika o czas podczas uruchamiania lub korzystać z dodatkowego modułu zegara RTC.

## Różnice między Wersjami A i B
Model A nie ma złącza RJ45 Ethernet, ale może zostać podłączony do sieci za pomocą zewnętrznej karty sieciowej Ethernet lub Wi-Fi przy wykorzystaniu portu USB.

## Współpraca z peryferiami
Standardowe myszy i klawiatury komputerowe podłączane za pomocą USB bez problemu współpracują z Raspberry Pi.

## Raspberry Pi (wersja 1)
Fundacja przygotowała w pierwszej wersji Raspberry Pi dwa modele urządzeń. Model A z jednym portem USB i bez złącza sieci Ethernet (LAN) oraz Model B, który ma dwa porty USB oraz kartę 10/100 Ethernet. 14 lipca 2014 miała miejsce premiera modelu B+, który jest poprawioną wersją modelu B.

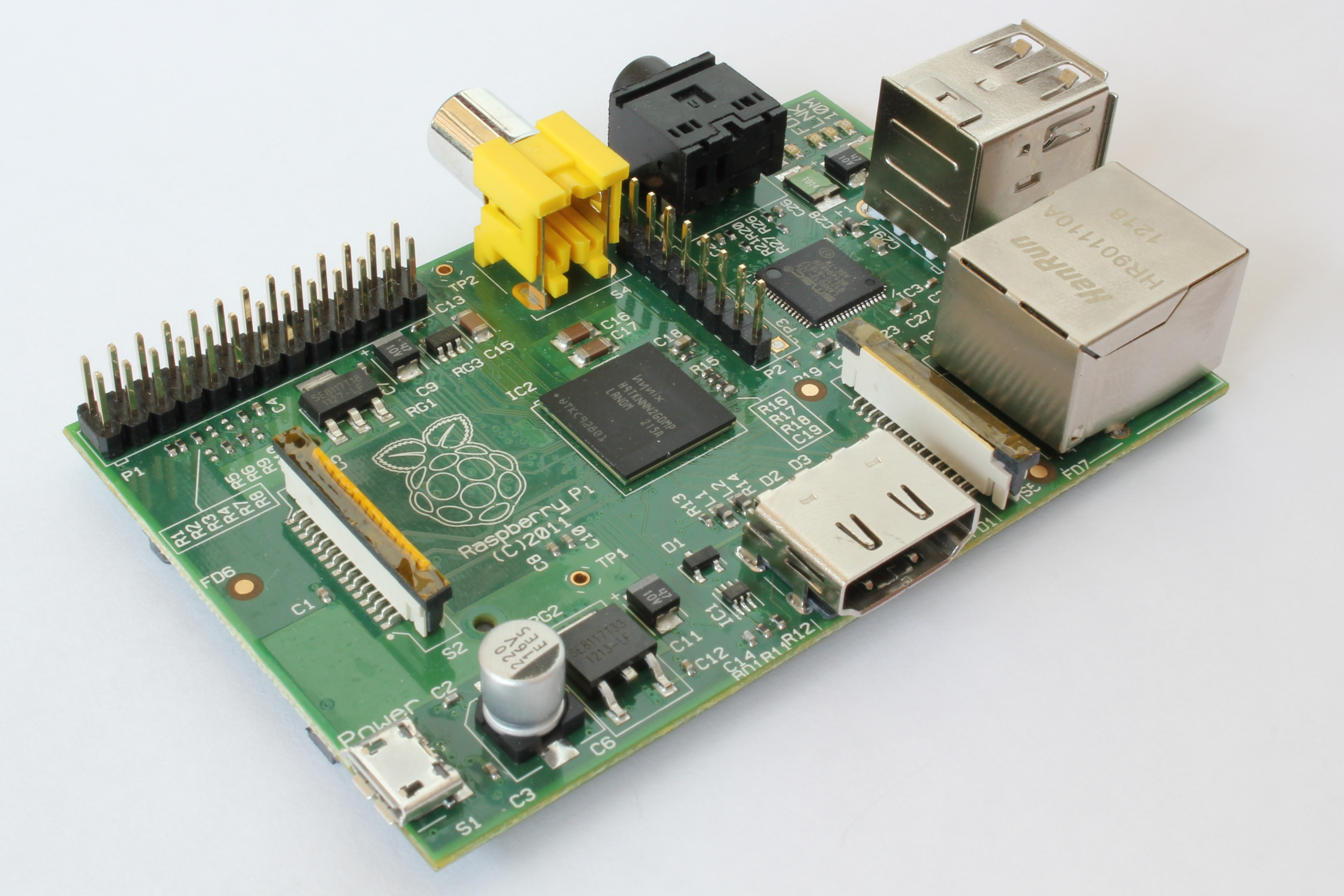
Komputer Raspberry Pi, wersja B

|                                | Model A                                                                            | Model B                                                                            | Model B+                                                                               |
| ------------------------------ | ---------------------------------------------------------------------------------- | ---------------------------------------------------------------------------------- | -------------------------------------------------------------------------------------- |
| SoC:                           | Broadcom BCM2835 (CPU + GPU + DSP + SDRAM)                                         | Broadcom BCM2835 (CPU + GPU + DSP + SDRAM)                                         | Broadcom BCM2835 (CPU + GPU + DSP + SDRAM)                                             |
| CPU                            | 700 MHz ARM1176JZF-S core (ARM11 family)                                           | 700 MHz ARM1176JZF-S core (ARM11 family)                                           | 700 MHz ARM1176JZF-S core (ARM11 family)                                               |
| GPU                            | Broadcom VideoCore IV, OpenGL ES 2.0, 1080p30 h.264/MPEG-4 AVC high-profile decode | Broadcom VideoCore IV, OpenGL ES 2.0, 1080p30 h.264/MPEG-4 AVC high-profile decode | Broadcom VideoCore IV, OpenGL ES 2.0, 1080p30 h.264/MPEG-4 AVC high-profile decode     |
| Pamięć (SDRAM):                | 256 MB (współdzielona z GPU)                                                       | 256 lub 512 MB (współdzielona z GPU)                                               | 512 MB (współdzielona z GPU)                                                           |
| Porty USB 2.0                  | 1                                                                                  | 2 (uzyskane za pomocą zintegrowanego koncentratora USB)                            | 4 (uzyskane za pomocą zintegrowanego koncentratora USB)                                |
| Wyjścia wideo                  | Composite RCA (PAL i NTSC), HDMI (wersja: 1.3 i 1.4)                               | Composite RCA (PAL i NTSC), HDMI (wersja: 1.3 i 1.4)                               | Composite RCA (PAL i NTSC) przez 4-pinowe (TRRS) złącze Jack, HDMI (wersja: 1.3 i 1.4) |
| Wyjścia dźwięku                | 3.5 mm jack, HDMI                                                                  | 3.5 mm jack, HDMI                                                                  | 3.5 mm jack, HDMI                                                                      |
| Nośnik danych                  | złącze kart SD / MMC / SDIO                                                        | złącze kart SD / MMC / SDIO                                                        | MicroSD                                                                                |
| Połączenia sieciowe            | brak                                                                               | 10/100 Ethernet (RJ45)                                                             | 10/100 Ethernet (RJ45)                                                                 |
| Pozostałe złącza               | 8 x GPIO, UART, szyna I²C, szyna SPI z dwiema liniami CS, +3,3 V, +5 V, masa       | 8 x GPIO, UART, szyna I²C, szyna SPI z dwiema liniami CS, +3,3 V, +5 V, masa       | 40 x GPIO                                                                              |
| Zasilanie                      | 500 mA (2,5 W)                                                                     | 700 mA (3,5 W)                                                                     | 600 mA (3,0 W)                                                                         |
| Źródło zasilania               | 5 V przy pomocy złącza MicroUSB, ewentualnie za pomocą złącza GPIO                 | 5 V przy pomocy złącza MicroUSB, ewentualnie za pomocą złącza GPIO                 | 5 V przy pomocy złącza MicroUSB, ewentualnie za pomocą złącza GPIO                     |
| Wymiary                        | 85,60 × 53,98 mm                                                                   | 85,60 × 53,98 mm                                                                   | 85,60 × 53,98 mm                                                                       |
| Waga                           | 45 g                                                                               | 45 g                                                                               | 45 g                                                                                   |
| Obsługiwane systemy operacyjne | Raspbian, Debian GNU/Linux, Fedora, Arch Linux, FreeBSD                            | Raspbian, Debian GNU/Linux, Fedora, Arch Linux, FreeBSD                            | Raspbian, Debian GNU/Linux, Fedora, Arch Linux, FreeBSD                                |

## Raspberry Pi 2

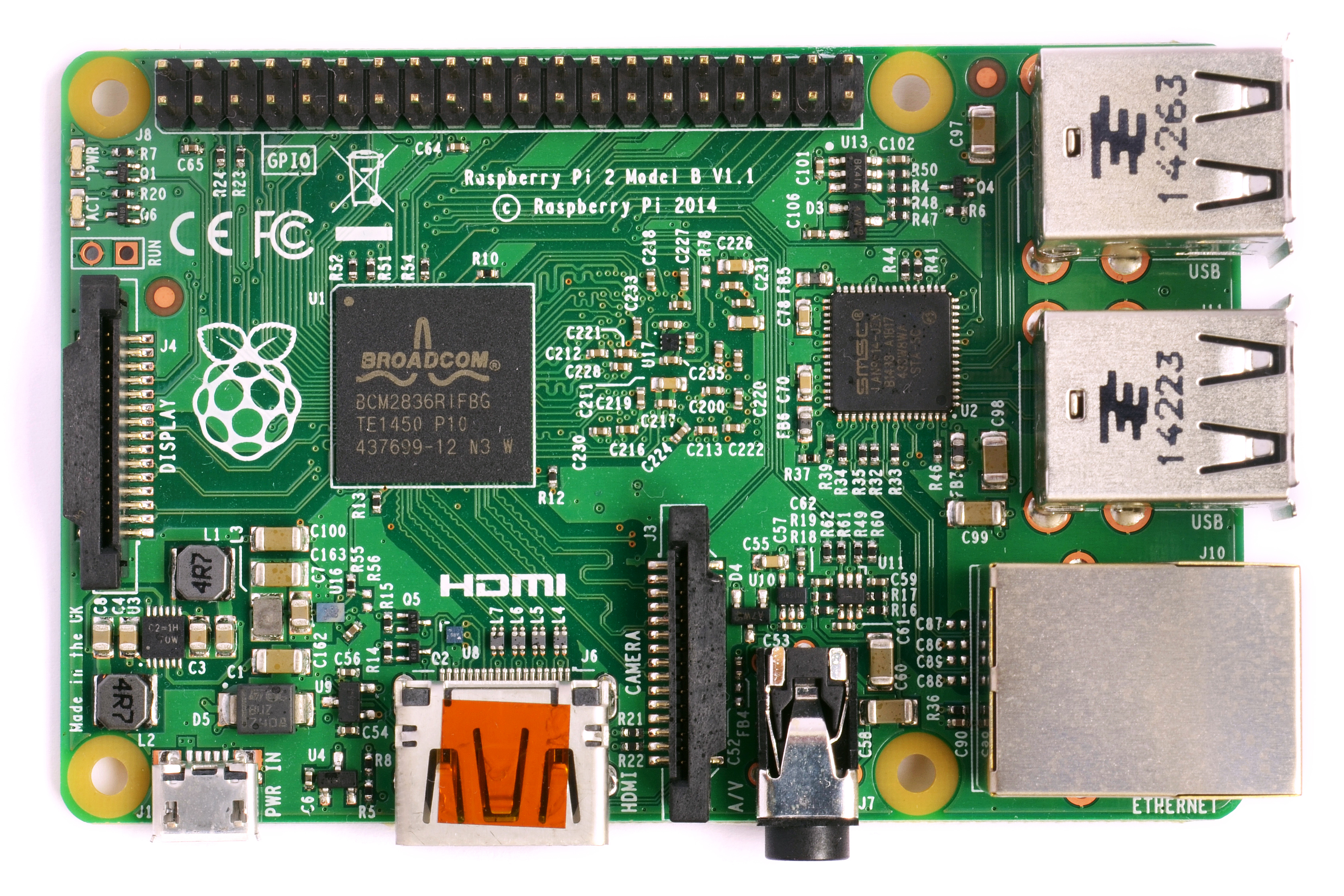
Raspberry Pi 2, wersja B

2 lutego 2015 rozpoczęto sprzedaż kolejnego modelu – Raspberry Pi 2 B. Model ten zachowuje wielkość, kształt i rozmieszczenie podzespołów poprzednika, ale oferuje większą wydajność.
| SoC                            | Broadcom BCM2836 (CPU + GPU + DSP + SDRAM + jeden port USB)                                                             |
| CPU                            | 900 MHz quad-core ARM Cortex-A7                                                                                         |
| GPU                            | Broadcom VideoCore IV, OpenGL ES 2.0, 1080p30 h.264/MPEG-4 AVC high-profile decode                                      |
| Pamięć (SDRAM):                | 1 GB (współdzielona z GPU)                                                                                              |
| Porty USB 2.0                  | 4 (uzyskane za pomocą zintegrowanego koncentratora USB)                                                                 |
| Wyjścia wideo                  | Composite RCA (PAL i NTSC) przez 4-pinowe (TRRS) złącze Jack, HDMI (wersja: 1.3 i 1.4)                                  |
| Wyjścia dźwięku                | 3.5 mm jack, HDMI |
| Nośnik danych                  | MicroSD |
| Połączenia sieciowe            | 10/100 Ethernet (RJ45)                                                                                                  |
| Pozostałe złącza               | 40 x GPIO |
| Zasilanie                      | 900 mA (3,1 W) |
| Źródło zasilania               | 5 V przy pomocy złącza MicroUSB, ewentualnie za pomocą złącza GPIO                                                      |
| Wymiary                        | 85,60 × 53,98 mm |
| Waga                           | 45 g |
| Obsługiwane systemy operacyjne | Raspbian, Windows 10 IoT Core, Debian GNU/Linux, Ubuntu snappy core, OpenELEC, Ubuntu MATE, Fedora, Arch Linux, FreeBSD |

## Raspberry Pi Zero

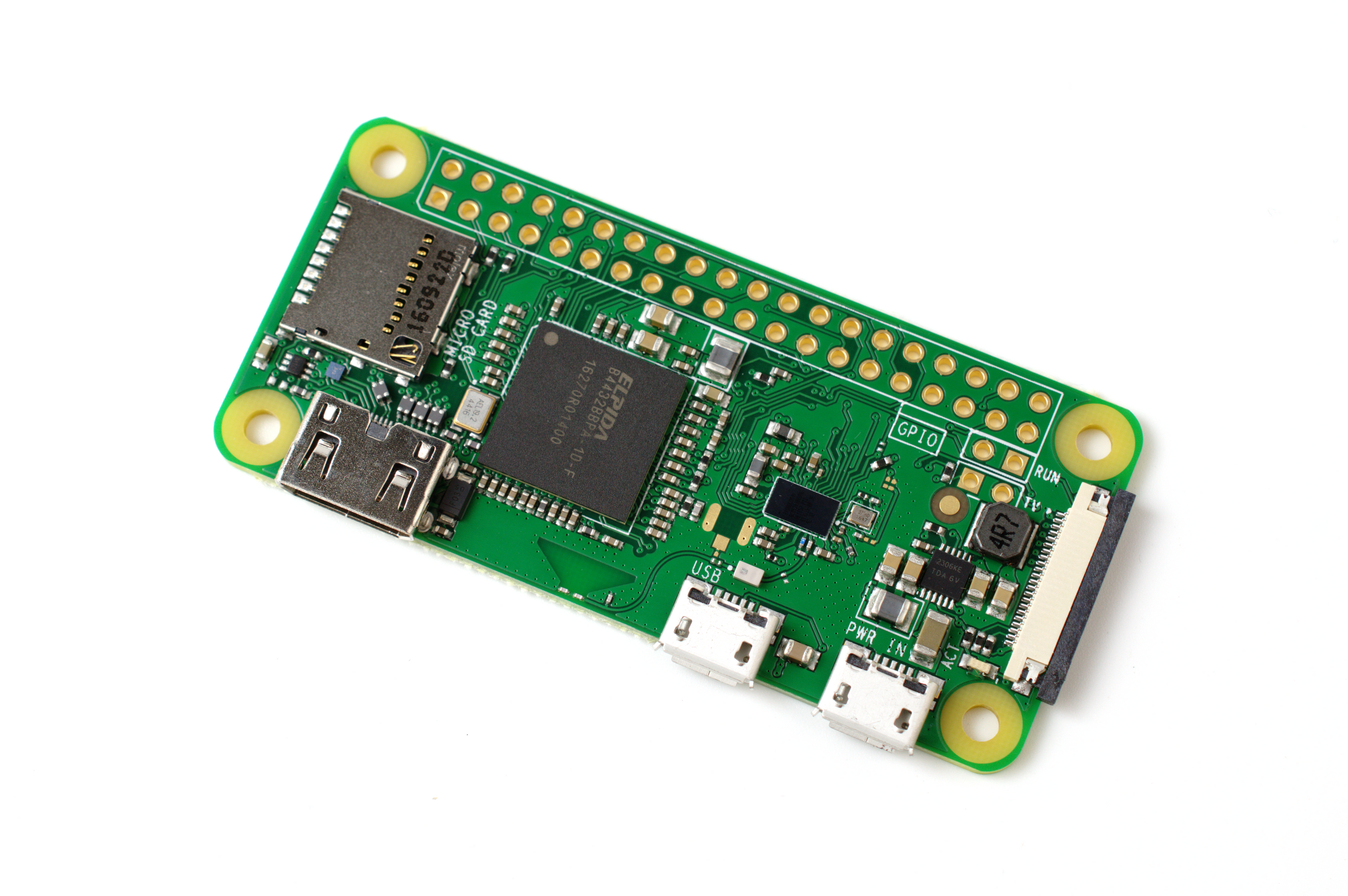
Raspberry Pi Zero W

W listopadzie 2015 wydano kolejną wersję urządzenia – Raspberry Pi Zero. Model ten jest mniejszy, sprzedawany w dwóch wersjach: Zero oraz Zero W.
|                                               | Zero                                                                               | Zero W                                                                             |
| SoC                                           | Broadcom BCM2835                                                                   | Broadcom BCM2835                                                                   |
| CPU                                           | 1 GHz ARM1176JZF-S                                                                 | 1 GHz ARM1176JZF-S                                                                 |
| GPU                                           | Broadcom VideoCore IV, OpenGL ES 2.0, 1080p30 h.264/MPEG-4 AVC high-profile decode | Broadcom VideoCore IV, OpenGL ES 2.0, 1080p30 h.264/MPEG-4 AVC high-profile decode |
| Pamięć (SDRAM):                               | 512 MB (współdzielona z GPU)                                                       | 512 MB (współdzielona z GPU)                                                       |
| Porty USB 2.0                                 | 1 (USB OTG)                                                                        | 1 (USB OTG)                                                                        |
| Wyjścia wideo                                 | Composite (PAL i NTSC) dostępne na punkcie lutowniczym, HDMI (mini-HDMI)           | Composite (PAL i NTSC) dostępne na punkcie lutowniczym, HDMI (mini-HDMI)           |
| Wyjścia dźwięku                               | Mini HDMI                                                                          | Mini HDMI                                                                          |
| Nośnik danych                                 | MicroSD                                                                            | MicroSD                                                                            |
| Połączenia sieciowe                           | brak                                                                               | Wi-Fi (2,4 GHz 802.11n), Bluetooth 4.0                                             |
| Pozostałe złącza                              | 40 x GPIO                                                                          | 40 x GPIO                                                                          |
| Typowy pobór prądu bez dodatkowych akcesoriów | 100 mA                                                                             | 150 mA                                                                             |
| Źródło zasilania                              | 5 V, przynajmniej 1200mA podłączenie przez złącze MicroUSB, lub pomocą złącza GPIO | 5 V, przynajmniej 1200mA podłączenie przez złącze MicroUSB, lub pomocą złącza GPIO |
| Wymiary                                       | 65 × 30 × 5 mm                                                                     | 65 × 30 × 5 mm                                                                     |
| Waga                                          | 9 g                                                                                | 9 g                                                                                |
| Obsługiwane systemy operacyjne                | Raspbian, Debian, Fedora, Arch Linux, FreeBSD                                      | Raspbian, Debian, Fedora, Arch Linux, FreeBSD                                      |

## Raspberry Pi 3

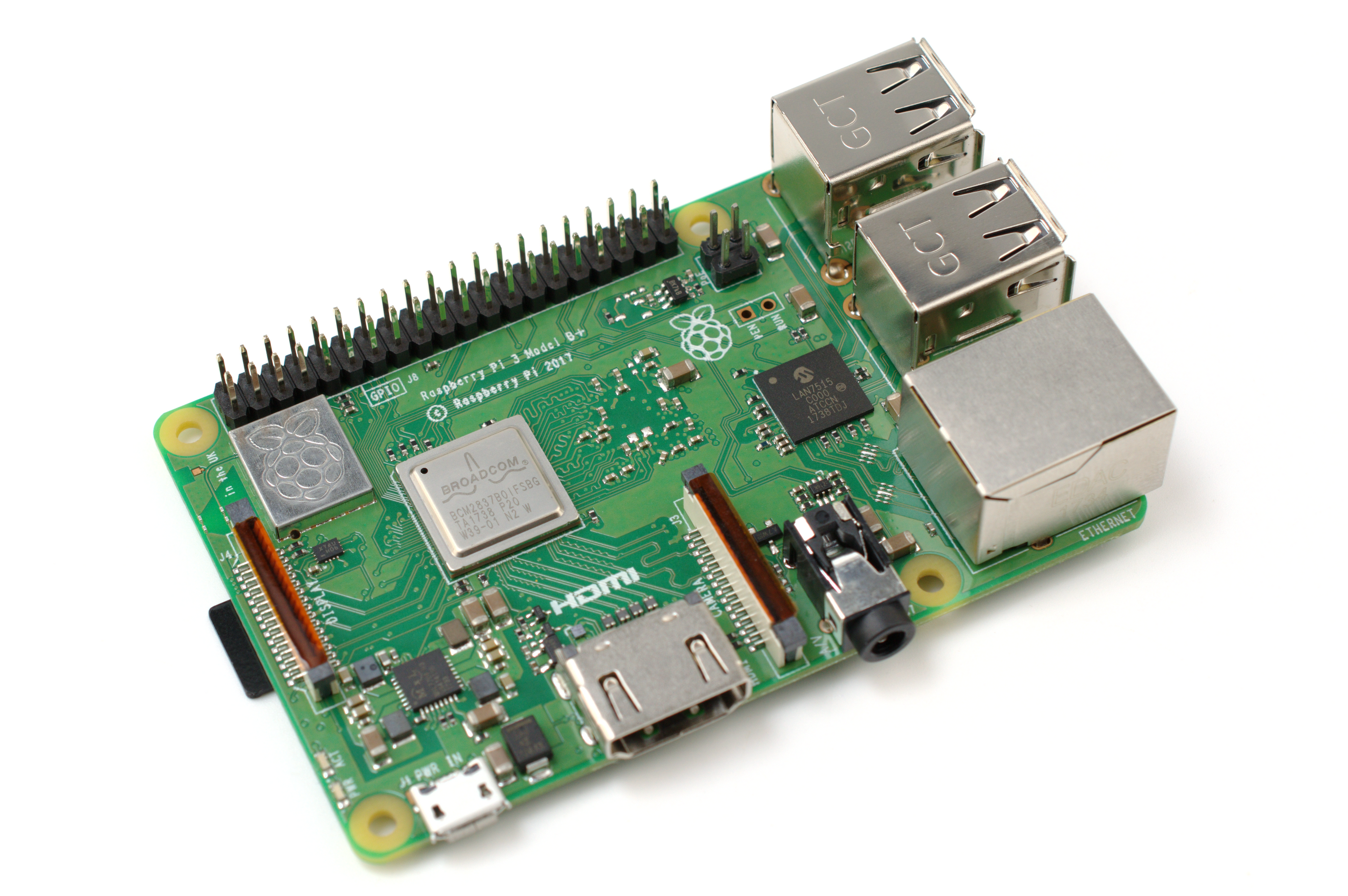
Raspberry Pi 3, wersja B+

|                                | Model 3B                                                                                  | Model 3B+                                                                                               | Model 3A+                                                                                               |
| SoC                            | Broadcom BCM2837                                                                          | Broadcom BCM2837B0                                                                                      | Broadcom BCM2837B0                                                                                      |
| CPU                            | 1,2 GHz quad-core ARM-8 Cortex-A53 (64-bit)                                               | 1,4 GHz quad-core ARM-8 Cortex-A53 (64-bit)                                                             | 1,4 GHz quad-core ARM-8 Cortex-A53 (64-bit)                                                             |
| GPU                            | Broadcom VideoCore IV, OpenGL ES 2.0, 1080p30 h.264/MPEG-4 AVC high-profile decode        | Broadcom VideoCore IV, OpenGL ES 2.0, 1080p30 h.264/MPEG-4 AVC high-profile decode                      | Broadcom VideoCore IV, OpenGL ES 2.0, 1080p30 h.264/MPEG-4 AVC high-profile decode                      |
| Pamięć (SDRAM):                | 1 GB LPDDR2 (900 MHz) (współdzielona z GPU)                                               | 1 GB LPDDR2 (900 MHz) (współdzielona z GPU)                                                             | 512 MB (współdzielona z GPU)                                                                            |
| Porty USB 2.0                  | 4 (uzyskane za pomocą zintegrowanego koncentratora USB)                                   | 4 (uzyskane za pomocą zintegrowanego koncentratora USB)                                                 | 1 |
| Wyjścia wideo                  | Composite (PAL i NTSC) przez 4-pinowe (TRRS) złącze Jack, HDMI                            | Composite (PAL i NTSC) przez 4-pinowe (TRRS) złącze Jack, HDMI                                          | Composite (PAL i NTSC) przez 4-pinowe (TRRS) złącze Jack, HDMI                                          |
| Wyjścia dźwięku                | 3.5 mm jack, HDMI                                                                         | 3.5 mm jack, HDMI                                                                                       | 3.5 mm jack, HDMI                                                                                       |
| Nośnik danych                  | MicroSD                                                                                   | MicroSD                                                                                                 | MicroSD                                                                                                 |
| Połączenia sieciowe            | 10/100 Ethernet (RJ45), Wi-Fi (2,4 GHz 802.11n), Bluetooth 4.1                            | 100/1000 Ethernet (RJ45), Wi-Fi (2,4 GHz, 5 GHz 802.11b/g/n/ac), Bluetooth 4.2                          | Wi-Fi (2,4 GHz, 5 GHz 802.11b/g/n/ac), Bluetooth 4.2                                                    |
| Pozostałe złącza               | 40 x GPIO, CSI, DSI                                                                       | 40 x GPIO, CSI, DSI                                                                                     | 40 x GPIO, CSI, DSI                                                                                     |
| Zasilanie                      | 2,5 A                                                                                     | 2,5 A                                                                                                   | 2,5 A                                                                                                   |
| Źródło zasilania               | 5 V przy pomocy złącza MicroUSB, ewentualnie za pomocą złącza GPIO                        | 5 V przy pomocy złącza MicroUSB, ewentualnie za pomocą złącza GPIO, PoE przy pomocy dodatkowej nakładki | 5 V przy pomocy złącza MicroUSB, ewentualnie za pomocą złącza GPIO, PoE przy pomocy dodatkowej nakładki |
| Wymiary                        | 85,60 × 56,50 mm                                                                          | 85,60 × 56,50 mm                                                                                        | 85,60 × 56,50 mm                                                                                        |
| Waga                           | 42 g                                                                                      | 50 g | |
| Obsługiwane systemy operacyjne | Raspbian, Windows 10 IoT Core, OSMC_Pi2, NOOBS, RISC OS, Ubuntu MATE, Android, Android TV | Raspbian, Windows 10 IoT Core, OSMC_Pi2, NOOBS, RISC OS, Ubuntu MATE, Android, Android TV               | Raspbian, Windows 10 IoT Core, OSMC_Pi2, NOOBS, RISC OS, Ubuntu MATE, Android, Android TV               |

## Raspberry Pi 4

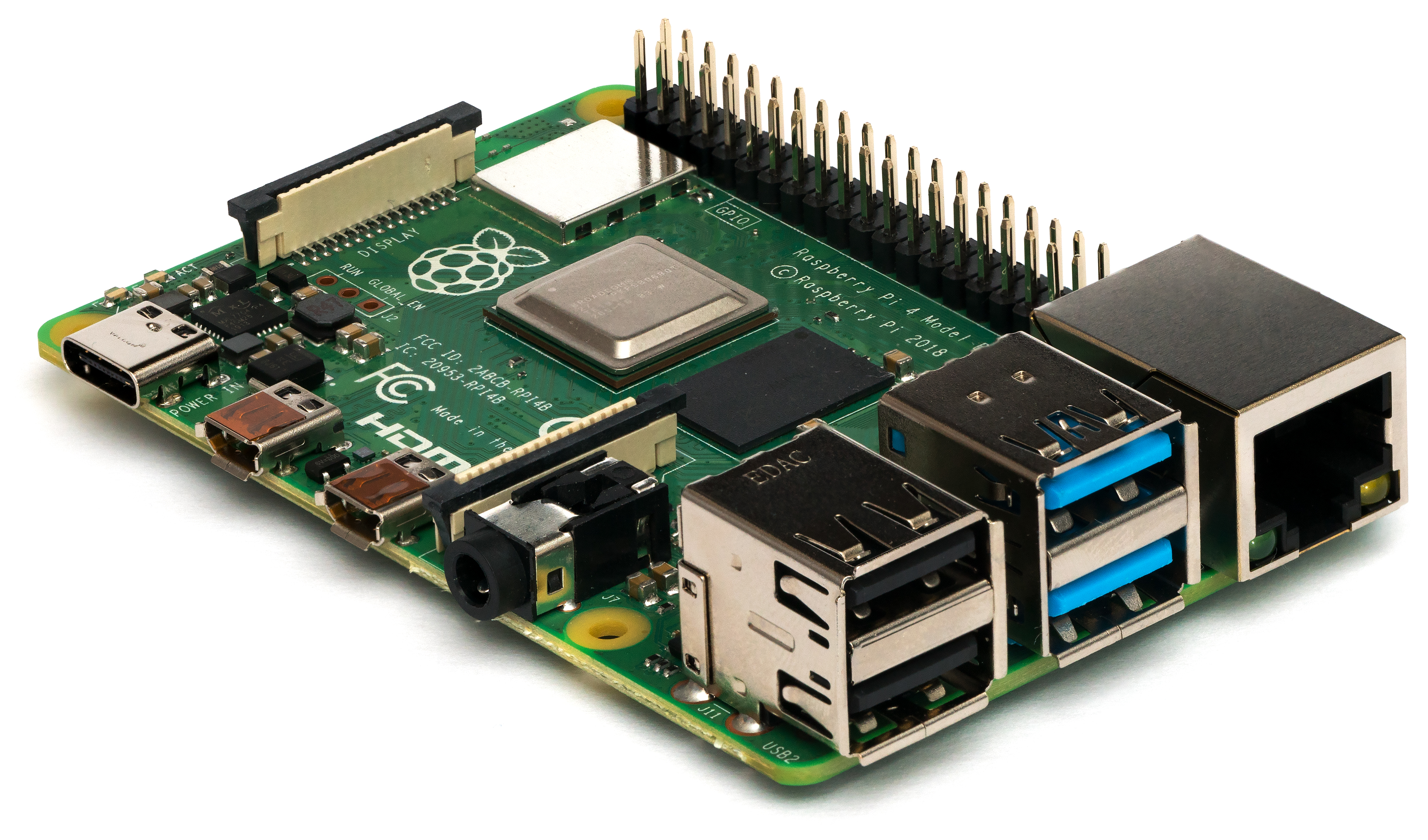
Raspberry Pi 4 Model B

|                                | Model 4B                                                                                                 |
| SoC:                           | Broadcom BCM2711                                                                                         |
| CPU                            | 1,5 GHz quad-core ARM-8 Cortex-A72 (64-bit)                                                              |
| GPU                            | Broadcom VideoCore VI                                                                                    |
| Pamięć (SDRAM):                | 1 GB (wycofany), 2 GB, 4 GB lub 8 GB (od 2020 roku) LPDDR4-2400                                          |
| Porty USB                      | 2x 2.0, 2x 3.0                                                                                           |
| Wyjścia wideo                  | Composite (PAL i NTSC) przez 4-pinowe (TRRS) złącze Jack, 2x micro HDMI                                  |
| Wyjścia dźwięku                | 3.5 mm jack, 2x micro HDMI                                                                               |
| Nośnik danych                  | MicroSD                                                                                                  |
| Połączenia sieciowe            | 100/1000 Ethernet (RJ45), Wi-Fi (2,4 GHz, 5 GHz 802.11b/g/n/ac), Bluetooth 5.0, BLE                      |
| Pozostałe złącza               | 40 x GPIO, CSI, DSI                                                                                      |
| Zasilanie                      | 3 A |
| Źródło zasilania               | 5 V przy pomocy złącza USB typ C, ewentualnie za pomocą złącza GPIO, PoE przy pomocy dodatkowej nakładki |
| Wymiary                        | 85,60 × 56,50 mm                                                                                         |
| Waga                           | 46 g |
| Obsługiwane systemy operacyjne | Raspbian, Windows 10 IoT Core, OSMC_Pi2, NOOBS, RISC OS, Ubuntu MATE, Linux Q83, Android, Android TV     |

## Raspberry Pi Pico

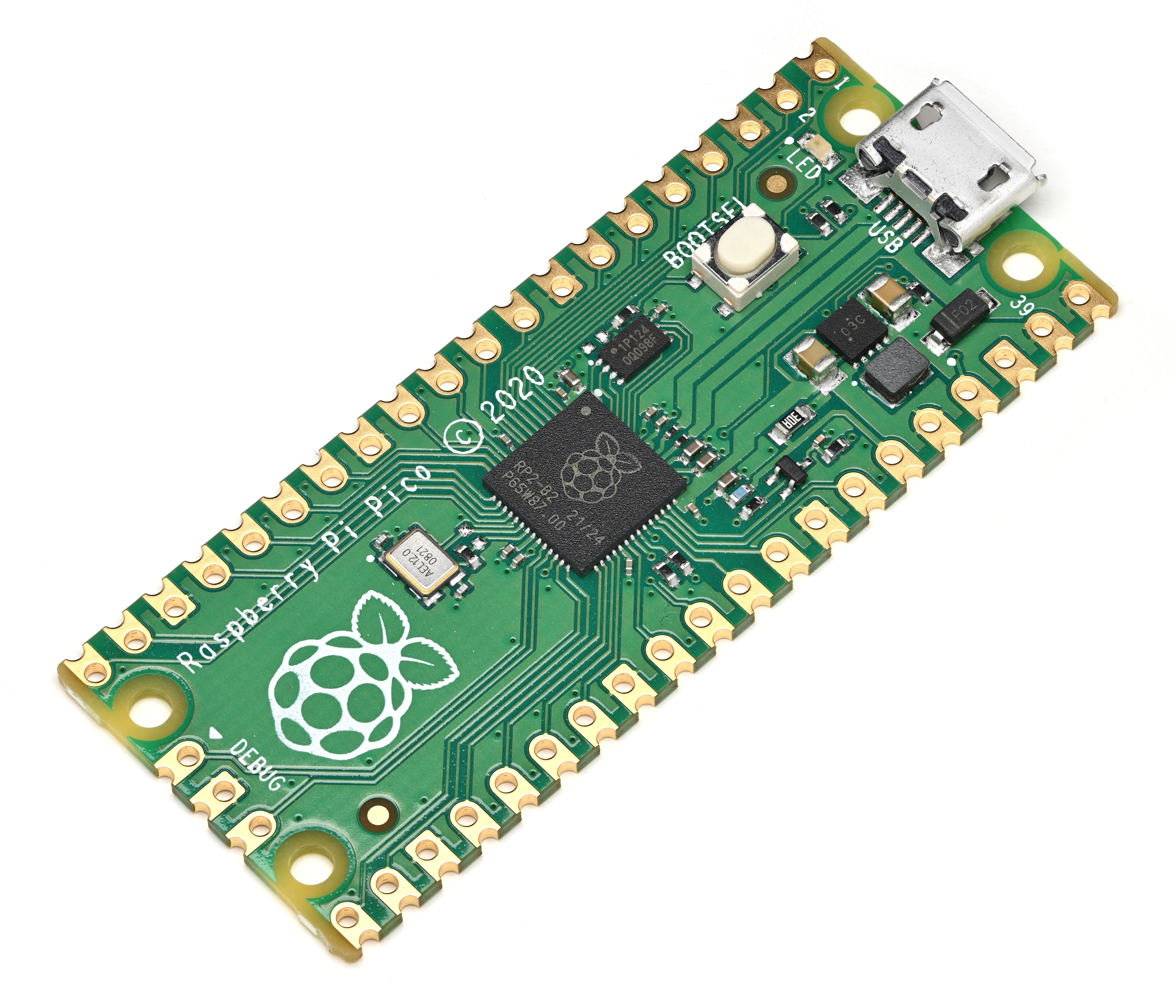
Raspberry Pi Pico

21 stycznia 2021 zaprezentowano kolejny model – Raspberry Pi Pico. W przeciwieństwie do wcześniejszych produktów fundacji RPI Pico nie jest komputerem SBC, a płytką developerską z mikrokontrolerem. Bliżej mu do Arduino niż do komputerów RPI 4B czy Zero. Mikrokontroler RP2040, który jest sercem płytki, został zaprojektowany przez Raspberry Pi. Zawiera dwa rdzenie ARM Cortex-M0+ o taktowaniu do 133 MHz. Wbudowana pamięć SRAM ma pojemność 264 kB w sześciu niezależnych bankach. Dodatkowo układ oferuje obsługę zewnętrznej pamięci Flash do 16 MB przez interfejs QSPI. Mikrokontroler oferuje 30 wyprowadzeń GPIO, z czego cztery mogą służyć jako wejście przetwornika analogowo cyfrowego o rozdzielczości 12-bitów i częstotliwości próbkowania 0,5 MSa/s. Oprócz tego układ zawiera standardowe układy peryferyjne do komunikacji za pomocą I2C, SPI, UART, PWM itd. RP2040 oferuje także komunikację za pośrednictwem szyny USB 1.1 w trybie Host lub Device. Mikrokontroler jest umieszczony w obudowie QFN-56 o wymiarach 7×7 mm.
| Mikrokontroler                   | Raspberry Pi RP2040                                                               |
| CPU                              | Dwurdzeniowy Arm Cortex-M0+ do 133MHz                                             |
| Pamięć (SRAM):                   | 264 KB                                                                            |
| Pamięć FLASH                     | brak, zewnętrzna pamięć QSPI 2MB                                                  |
| Połączenia sieciowe              | brak                                                                              |
| Pozostałe złącza                 | 26 x GPIO                                                                         |
| Zasilanie                        | poniżej 100 mA                                                                    |
| Źródło zasilania                 | 5 V przy pomocy złącza MicroUSB, ewentualnie za pomocą pinu zasilającego 1.8–5.5V |
| Wymiary                          | 51 × 21 mm                                                                        |
| Waga                             | ok 6 g (z przylutowanymi pinami typu męskiego)                                    |
| Obsługiwane języki programowania | C/C++, MicroPython, CircuitPython                                                 |

## Raspberry Pi Zero 2 W
W październiku 2021 wydano następcę Raspberry Pi Zero – Raspberry Pi Zero 2 W. Nowy SBC został zaprojektowany z myślą o wstecznej kompatybilności z poprzednim modelem.

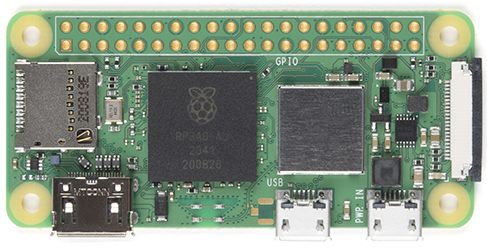
Raspberry Pi Zero 2 W

| SoC:                                          | Broadcom BCM2710A1                                                                           |
| CPU                                           | 1 GHz ARM Cortex-A53 Quad-Core                                                               |
| GPU                                           | Broadcom VideoCore IV, OpenGL ES 1.1, H.264, MPEG-4 decode (1080p30); H.264 encode (1080p30) |
| Pamięć (SDRAM):                               | 512 MB (współdzielona z GPU)                                                                 |
| Porty USB 2.0                                 | 1 (USB OTG)                                                                                  |
| Wyjścia wideo                                 | Composite (PAL i NTSC) dostępne na punkcie lutowniczym, HDMI (mini-HDMI)                     |
| Wyjścia dźwięku                               | Mini HDMI                                                                                    |
| Nośnik danych                                 | MicroSD                                                                                      |
| Połączenia sieciowe                           | Wi-Fi (2.4GHz 802.11 b/g/n), Bluetooth 4.2, BLE                                              |
| Pozostałe złącza                              | 40 x GPIO                                                                                    |
| Typowy pobór prądu bez dodatkowych akcesoriów | 260 mA                                                                                       |
| Źródło zasilania                              | 5 V, przynajmniej 2500mA podłączenie przez złącze MicroUSB, lub pomocą złącza GPIO           |
| Wymiary                                       | 65 × 30 × 5 mm                                                                               |
| Waga                                          | 9 g                                                                                          |
| Obsługiwane systemy operacyjne                | Raspbian                                                                                     |

## Raspberry Pi Pico W, H, WH
30 czerwca 2022 Raspberry Pi zaprezentowało Pico H, Pico W i Pico WH. Wersja W jest oparta na tym samym mikrokontrolerze co standardowe Pico, ale została rozszerzona o moduł komunikacji bezprzewodowej Infineon CYW43439. Wersja H od standardowego Pico różni jedynie przylutowane fabrycznie złącze goldpin oraz złącze debuggera JST SH. Analogicznie jest w przypadku wersji WH, która jest tym samym co W tylko ze złączami.

## Raspberry Pi 5

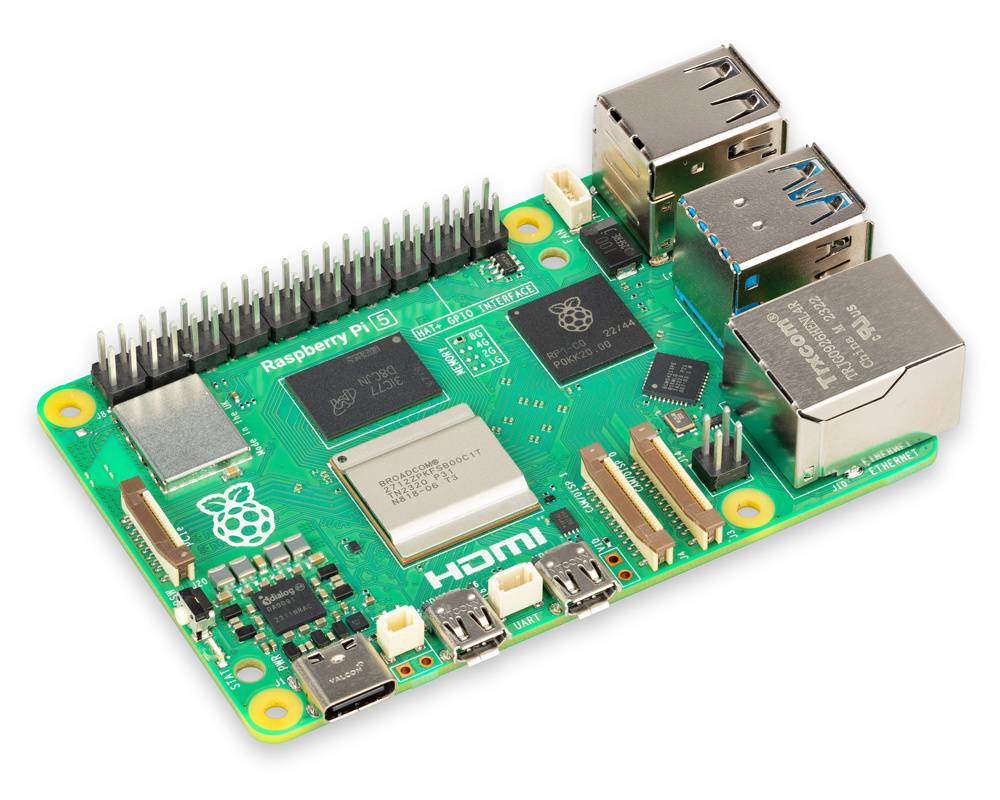
Raspberry Pi 5

28 września 2023 roku Raspbbery Pi zaprezentowało nowy model swojego flagowego komputera nazywając go Rapsberry Pi 5 i porzucając stosowane dotychczas oznaczenie "model B". Nowa wersja jest ponad dwa razy szybsza od poprzednika. Dodatkowo wyposażona jest w znacznie wydajniejszą grafikę oraz port PCIe 2.0 x1. Piątka jest pierwszym komputerem z mostkiem południowym RP1 zaprojektowanym w całości przez Raspberry Pi. Oddzielne złącza CSI i DSI zostały zastąpione przez dwa złącza CIS/DSI, które współdzielą te interfejsy dzięki czemu możliwe jest podłączenie dwóch kamer, dwóch wyświetlaczy lub jednej kamery i jednego wyświetlacza. Malinka jest również wyposażona w dodatkowe złącze UART do debugowania, złącze wentylatora z obsługą regulacji prędkości oraz przycisk umożliwiający wyłączanie i włączanie komputera.
|                                | RPI 5 |
| SoC:                           | Broadcom BCM2712                                                                                         |
| CPU                            | 2,4 GHz quad-core Cortex-A76 (64-bit)                                                                    |
| GPU                            | Broadcom VideoCore VII                                                                                   |
| Pamięć (SDRAM):                | 4 GB lub 8 GB (dostępne na premierę) LPDDR4X-4267 16 GB (wprowadzona później)                            |
| Porty USB                      | 2x 2.0, 2x 3.0 (o dwukrotnie większej przepustowości względem RPI4)                                      |
| Wyjścia wideo                  | Composite (PAL i NTSC) przez pola do wlutowania złącza goldpin, 2x micro HDMI                            |
| Wyjścia dźwięku                | 2x micro HDMI                                                                                            |
| Nośnik danych                  | MicroSD z obsługą SDR104                                                                                 |
| Połączenia sieciowe            | 100/1000 Ethernet (RJ45), Wi-Fi (2,4 GHz, 5 GHz 802.11b/g/n/ac), Bluetooth 5.0, BLE                      |
| Pozostałe złącza               | 40 x GPIO, 2xCSI/DSI, PCIe 2.0                                                                           |
| Zasilanie                      | 5 A (przy użyciu zasilacza z obsługą PD) / 3 A                                                           |
| Źródło zasilania               | 5 V przy pomocy złącza USB typ C, ewentualnie za pomocą złącza GPIO, PoE przy pomocy dodatkowej nakładki |
| Wymiary                        | 85,60 × 56,50 mm                                                                                         |
| Waga                           | 46 g |
| Obsługiwane systemy operacyjne | Raspbian, Windows 10 IoT Core, OSMC_Pi2, NOOBS, RISC OS, Ubuntu MATE, Android, Android TV                |

## Raspberry Pi Pico 2
Raspberry Pi Pico 2 został wprowadzony na rynek w sierpniu 2024 r. w cenie detalicznej 5 USD. Jest oparty na nowym mikrokontrolerze RP2350. Pico 2 ma 520 kB pamięci RAM i 4 MB pamięci flash. Jest kompatybilny sprzętowo i programowo z oryginalnym Pico.

## Raspberry Pi Pico 2 W
Raspberry Pi Pico 2 W został wprowadzony na rynek w listopadzie 2024 r. w cenie detalicznej 7 USD. Jest to Pico 2 wzbogacone o WiFi i Bluetooth 5.2.